# Plataea californiaria
Plataea californiaria är en fjärilsart som beskrevs av Herrich-Schäffer 1856. Plataea californiaria ingår i släktet Plataea och familjen mätare. Inga underarter finns listade i Catalogue of Life.